# Йоланда-ді-Савоя
Йоланда-ді-Савоя (італ. Jolanda di Savoia) — муніципалітет в Італії, у регіоні Емілія-Романья, провінція Феррара.
Йоланда-ді-Савоя розташована на відстані близько 340 км на північ від Рима, 70 км на північний схід від Болоньї, 28 км на схід від Феррари.
Населення — 3019 осіб (2014).
Щорічний фестиваль відбувається 19 березня. Покровитель — Йосип Назаретський.

## Демографія
Населення за роками:

Станом на 1 січня 2023 року в муніципалітеті офіційно проживало 209 іноземців з 31 країни, серед них 68 громадян країн Євросоюзу та 19 громадян України.

## Сусідні муніципалітети
- Берра
- Кодігоро
- Коппаро
- Форміньяна
- Трезігалло
- Фіскалья